# Seznam českých hráčů v NHL v sezóně 1994/1995
Toto je seznam hráčů Česka a jejich statistiky v sezóně 1994/1995 NHL.
- Stanley Cup v této sezóně získal Bobby Holík s týmem New Jersey Devils.

| Tým                       | Věk | Hráč             | Post | Počet zápasů | Branky | Asistence | Body | Počet zápasů v play off | Branky v play off | Asistence v play off | Body v play off |
| ------------------------- | --- | ---------------- | ---- | ------------ | ------ | --------- | ---- | ----------------------- | ----------------- | -------------------- | --------------- |
| Pittsburgh Penguins       | 22  | Jaromír Jágr     | F    | 48           | 32     | 38        | 70   | 12                      | 10                | 5                    | 15              |
| Calgary Flames            | 23  | Robert Reichel   | F    | 48           | 18     | 17        | 35   | 7                       | 2                 | 4                    | 6               |
| Washington Capitals       | 28  | Michal Pivoňka   | F    | 46           | 10     | 23        | 33   | 7                       | 1                 | 4                    | 5               |
| Vancouver Canucks         | 25  | Josef Beránek    | F    | 51           | 13     | 18        | 31   | 11                      | 1                 | 1                    | 2               |
| Tampa Bay Lightning       | 30  | Petr Klíma       | F    | 47           | 13     | 13        | 26   | Ne                      |                   |                      |                 |
| Tampa Bay Lightning       | 20  | Roman Hamrlík    | D    | 48           | 12     | 11        | 23   | Ne                      |                   |                      |                 |
| New York Rangers          | 23  | Petr Nedvěd      | F    | 46           | 11     | 12        | 23   | 10                      | 3                 | 2                    | 5               |
| New Jersey Devils         | 23  | Bobby Holík      | F    | 48           | 10     | 10        | 20   | 20                      | 4                 | 4                    | 8               |
| Hartford Whalers          | 26  | František Kučera | D    | 48           | 3      | 17        | 20   | Ne                      |                   |                      |                 |
| Hartford Whalers          | 27  | Robert Kron      | F    | 37           | 10     | 8         | 18   | Ne                      |                   |                      |                 |
| Ottawa Senators           | 22  | Martin Straka    | F    | 37           | 5      | 13        | 18   | Ne                      |                   |                      |                 |
| Los Angeles Kings         | 24  | Robert Lang      | F    | 36           | 4      | 8         | 12   | Ne                      |                   |                      |                 |
| Edmonton Oilers           | 23  | Jiří Šlégr       | D    | 31           | 2      | 10        | 12   | Ne                      |                   |                      |                 |
| Buffalo Sabres            | 24  | Richard Šmehlík  | D    | 39           | 4      | 7         | 11   | 5                       | 0                 | 0                    | 0               |
| Ottawa Senators           | 18  | Radek Bonk       | F    | 42           | 3      | 8         | 11   | Ne                      |                   |                      |                 |
| Mighty Ducks of Anaheim   | 23  | Miloš Holaň      | D    | 25           | 2      | 8         | 10   | Ne                      |                   |                      |                 |
| Quebec Nordiques          | 23  | Martin Ručinský  | F    | 20           | 3      | 6         | 9    | Ne                      |                   |                      |                 |
| Philadelphia Flyers       | 28  | Petr Svoboda     | D    | 37           | 0      | 8         | 8    | 14                      | 0                 | 4                    | 4               |
| Calgary Flames            | 30  | František Musil  | D    | 35           | 0      | 5         | 5    | 5                       | 0                 | 1                    | 1               |
| Winnipeg Jets (1972–1996) | 19  | Michal Grošek    | F    | 24           | 2      | 2         | 4    | Ne                      |                   |                      |                 |
| Ottawa Senators           | 19  | Stanislav Neckář | D    | 48           | 1      | 3         | 4    | Ne                      |                   |                      |                 |
| San Jose Sharks           | 21  | Michal Sýkora    | D    | 16           | 0      | 4         | 4    | Ne                      |                   |                      |                 |
| San Jose Sharks           | 19  | Vlastimil Kroupa | D    | 14           | 0      | 2         | 2    | 6                       | 0                 | 0                    | 0               |
| Hartford Whalers          | 19  | Marek Malík      | D    | 1            | 0      | 1         | 1    | Ne                      |                   |                      |                 |
| Buffalo Sabres            | 29  | Dominik Hašek    | G    | 41           | 0      | 0         | 0    | 5                       | 0                 | 0                    | 0               |
| New Jersey Devils         | 23  | Jaroslav Modrý   | D    | 11           | 0      | 0         | 0    | Ne                      |                   |                      |                 |
| Ottawa Senators           | 19  | Radim Bičánek    | D    | 6            | 0      | 0         | 0    | Ne                      |                   |                      |                 |
| New York Islanders        | 25  | Milan Tichý      | D    | 2            | 0      | 0         | 0    | Ne                      |                   |                      |                 |
| Toronto Maple Leafs       | 19  | Zdeněk Nedvěd    | F    | 1            | 0      | 0         | 0    | Ne                      |                   |                      |                 |

- F = Útočník
- D = Obránce
- G = Brankář